# Палаунг (самоврядна зона)
Палаунг (бірм. ပလောင် ကိုယ်ပိုင် အုပ်ချုပ် ခွင့် ရ ဒေသ pəlàʊɴ kòbàɪɴ ʔoʊʔtɕʰoʊʔ kʰwɪ̰ɴja̰ dèθa̰) — самоврядна зона в штаті Шан (національний округ) М'янми, де проживає однойменна народність палаунг. Самоврядна зона ділиться на 2 повіти. Створена в 2008 році. 
Адміністративний центр — Намшан.